# روز داروساز
داروسازی در ایران برابر با ۵ شهریور و مصادف با زادروز محمد زکریای رازی شیمی‌دان و دانشمند بزرگ ایران است. این روز همچنین با روز بزرگداشت زکریای رازی مقارن است.

## نامگذاری
جامعهٔ داروسازان ایران از سال ۱۳۵۴ تعیین روزی به نام روز داروسازی را دنبال می‌کرد. تعیین تولد زکریای رازی به عنوان روز داروسازی نخستین بار در ایران توسط یکی از دانشیاران دانشکده داروسازی تهران انجام شد و در سال ۱۳۵۵ برای نخستین بار روز ۵ شهریور توسط جامعهٔ داروسازان ایران به عنوان روزداروسازی نامگذاری شد. سال بعد و در روز ۵ شهریور ۱۳۵۶ در باشگاه دانشگاه تهران مراسمی بدین مناسبت برگزار شد و همچنین از تمبری که بدین مناسبت طراحی شده‌بود رونمایی گردید. با این حال این روز در تقویم درج نشده‌بود و رسمیت نداشت. پس از انقلاب بهمن ۱۳۵۷ و در زمان ریاست جمهوری علی خامنه‌ای، هیئت مدیرهٔ جامعهٔ داروسازان ایران در دیدار با وی خواهان نامگذاری رسمی این روز به نام روز داروسازی شد. جامعهٔ داروسازان که به انجمن داروسازان ایران تغییر نام داده‌بود، برای سال‌های متوالی این مطالبه را از طریق مکاتبه با شورای عالی انقلاب فرهنگی پیگیری کرد، اما همواره با مخالفت این شورا مواجه می‌شد.
با این حال در سال ۱۳۷۸ شورای عالی انقلاب فرهنگی جمهوری اسلامی ایران به پیشنهاد تعیین روزی به نام داروسازی و درج آن در تقویم موافقت نشان داد. در جلسه ۴۵۰ این شورا به تاریخ ۲۰ مهر ۱۳۷۸ روز تولد زکریای رازی به عنوان روز داروسازی در نظر گرفته‌شد. این تصمیم طی نامه‌ای به شمارهٔ (۲۶۱۲. دش) به تاریخ ۵ آبان ۱۳۷۸ جهت درج در تقویم رسمی حکومت به وزارت فرهنگ و ارشاد اسلامی ابلاغ شد. این مناسبت متعاقباً برای نخستین بار در تقویم سال ۱۳۷۹ جمهوری اسلامی ایران درج شد.

## مراسم روز داروسازی
سالانه مراسم روز داروسازی در هفته اول شهریور توسط انجمن داروسازان ایران برگزار می‌گردد. این مراسم تاکنون چهل و هفت دوره برگزار شده است. با توجه به شیوع ویروس کرونا و به منظور حفظ سلامتی، ۴۲امین روز داروسازی به صورت آنلاین با همکاری مؤسسه آلند و سندیکای تولیدکنندگان مواد دارویی، شیمیایی و بسته‌بندی دارویی برگزار شد. همچنین چهل و ششمین و چهل و هفتمین مراسم روز داروسازی ایران در سالن رازی توسط موسسه آلند برگزار گردید و از مفاخر دارویی ایران توسط مقامات وزارت بهداشت و انجمن داروسازان ایران تقدیر گردید.همچنین در چهل و هفتمین مراسم پرچم این رویداد بر فراز قله دماوند و قله قاش مستان توسط دکتر محسن نجفی و خانم دکتر فائزه قربان زاده برافراشته گردید